# Gipuzkoa
Gipuzkoa (spanyolul Guipúzcoa) Spanyolország egyik tartománya Baszkföld északkeleti részén.
A szárazföldön Navarra, Bizkaia (Vizcaya) és Araba (Álava) tartományok határolják, illetve északon a Kantábriai-tenger (a Vizcayai-öböl).
Gipuzkoa tartomány lakosainak száma 705 698 fő. Fővárosa és egyben legnagyobb városa Donostia-San Sebastián, ahol a lakosság körülbelül 25%-a él. A tartomány a baszkok egyik szellemi fellegvára. 
A tartomány más jelentős városai: Irun, Errenteria, Zarautz, Mondragón, Oñati, Eibar, Tolosa, Beasain, Pasaia és Hondarribia.